# Ahmadnagar
|  | Aquest article tracta sobre sobre el principat i ciutat del Gujarat. Si cerqueu la ciutat i sultanat a Maharashtra, vegeu «Ahmednagar». |

Ahmadnagar és un municipi de l'Índia a l'estat de Gujarat, a la riba esquerra del riu Hathmati, al nord d'Ahmedabad i a 5 km a l'oest d'Himatnagar al districte de Sabarkantha. La població era al cens de 1901 de 3.200 habitants. La ciutat vella està envoltada de muralles construïdes pel soldà Ahmad Shah I Gudjarati (1411-1443) el 1426; aquest soldà va planejar fer-la capital del seu estat en lloc d'Ahmedabad. Els monuments principals són el vell palau Bhadr de pedra blanca i una cisterna, tot en ruïnes, i el nou palau de Bhadr construït a finals del segle xix pel sobirà d'Idar.

## Història
La ciutat fou fundada pel nizam Ahmad Shah I. La dinastia d'Idar (1728) no va trigar a ocupar Ahmadnagar; a la mort de Shiv Singh el 1791, el fill segon, Sangram Singh, es va apoderar de la ciutat i s'hi va fer independent tot i els esforços del seu nebot Gambir Singh. Altres prínceps es van independitzar a Morasa, Baad (o Bayar), i Soor. A Sangram el va succeir el seu fill Karan Singh que va morir el 6 de febrer de 1835 i Erskine, l'agent britànic, va impedir a les seves viudes (ranis) cometre el ritual del sati (cremació voluntària) però els fill del difunt van oposar-se a aquesta interferència; Erskine es va mantenir ferm i llavors els parents va enviar a tribals bhils a la nit que van agafar a les ranis i el cos del raja mort i se'ls van emportar. Finalment els fills es van entregar a Erskine, i pocs anys després, morts dos dels fills, Takht Singh va succeir al seu pare a Ahmadnagar. L'octubre de 1843, a la mort del maharajà Man Singh de Jodhpur sense fills, per decisió de la viuda i els notables fou proclamat maharaja Takht Singh, raja d'Ahmadnagar, considerat el col·lateral més proper, descartant a Dhonkal Singh, afavorit pels thakurs rebels. El 1848, després de moltes discussions es va decidir que Ahmadnagar s'havia de reintegrar a Idar, decisió finalment acceptada per Takht Singh.

## Llista de rajes
- Sangram Singh 1791-1798
- Karan Singh 1798-1835
- Prithwi Singh 1835-1839
- Balwant Singh 1840-1841
- Takht Singh 1841-1848 (1843 maharajà de Jodhpur)